# トーマス・ブロムヘッド
トーマス・ブロムヘッド（Thomas Bromhead、1972年12月28日 - ）は、オーストラリアの男性俳優・声優・コメディアン・ミュージシャン。
彼は軍楽隊のために演奏ミュージシャン、あることの一部として、トランペットを果たしている。

## 人物

### ライブの役割

#### テレビ
- オーストラリアズ・ファニエスト・ホーム・ビデオ - アナウンサー （声）
- ラグズ - ビー・マックス （声）
- ネイバーズ - フランク （挿1話）

#### 映画
- ドッグウーマン - ビデオショップ助手 （テレビ映画）
- フッティー･レジェンズ - 追加の声 （ノンクレジット）（声）
- 沖デイビッド - テニス･アナウンサー （声）

### 声の役割

#### テレビアニメ
- アイ・ガット・ア・ロケット - ロケット [2]

#### ゲーム
- タワー オブ アイオン - 追加の声
- カーニバル・ゲームズ - 追加の声
- EA Sports MMA - ナイジェル・ハリス
- スカイランダース スパイロズ・アドベンチャー - ディノ・ラング、ドリル・サージャント、追加の声 （ゲームが発表される前にもともとオランダのスクリプトからの漏えい）
- スカイランダース・ジャイアンツ - ディノ・ラング、ドリル・サージャント、追加の声
- 不思議の国のガーディアン - E・アスター・バニーマント/イースターバニー
- スタークラフト2 - ヘリオン
- アンデッドナイツ - ジェスター/ウロボロス （現：トーマス・ブロームヘッド (Thomas Browmhead)）
- 白騎士物語 -光と闇の覚醒- - レッド・キャプテン